# دامیان آکرمن
دامیان آکرمن (انگلیسی: Damián Akerman؛ زادهٔ ۲۵ مارس ۱۹۸۰) بازیکن فوتبال اهل آرژانتین است.
از باشگاه‌هایی که در آن بازی کرده‌است می‌توان به باشگاه فوتبال دپورتیوو مورون، باشگاه فوتبال بلومینگ، و باشگاه فوتبال جیمناسیا لاپلاتا اشاره کرد.